# Anolis marron
Anolis marron är en ödleart som beskrevs av  Arnold 1980. Anolis marron ingår i släktet anolisar, och familjen Polychrotidae. IUCN kategoriserar arten globalt som starkt hotad. Inga underarter finns listade i Catalogue of Life.

## Bildgalleri

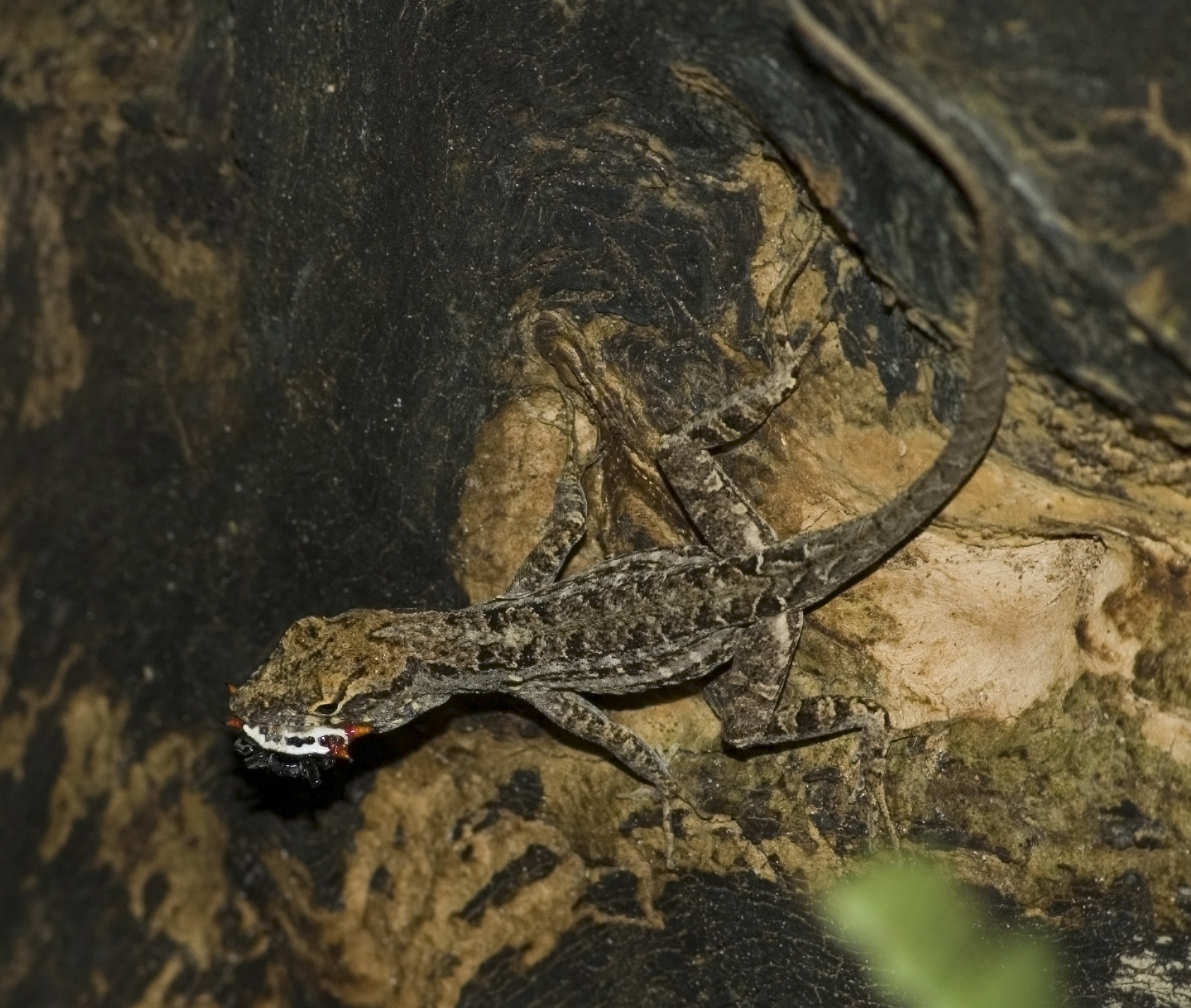
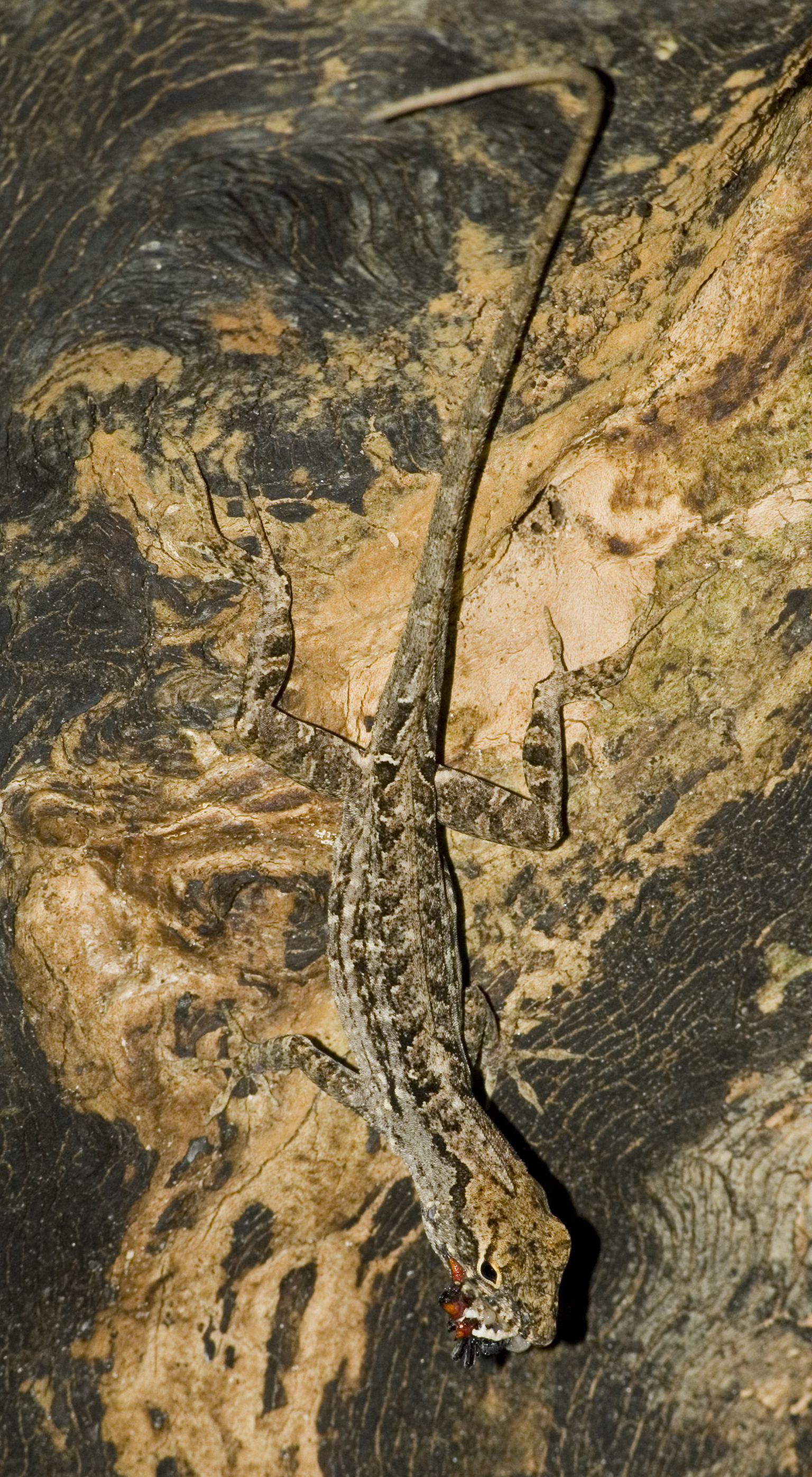
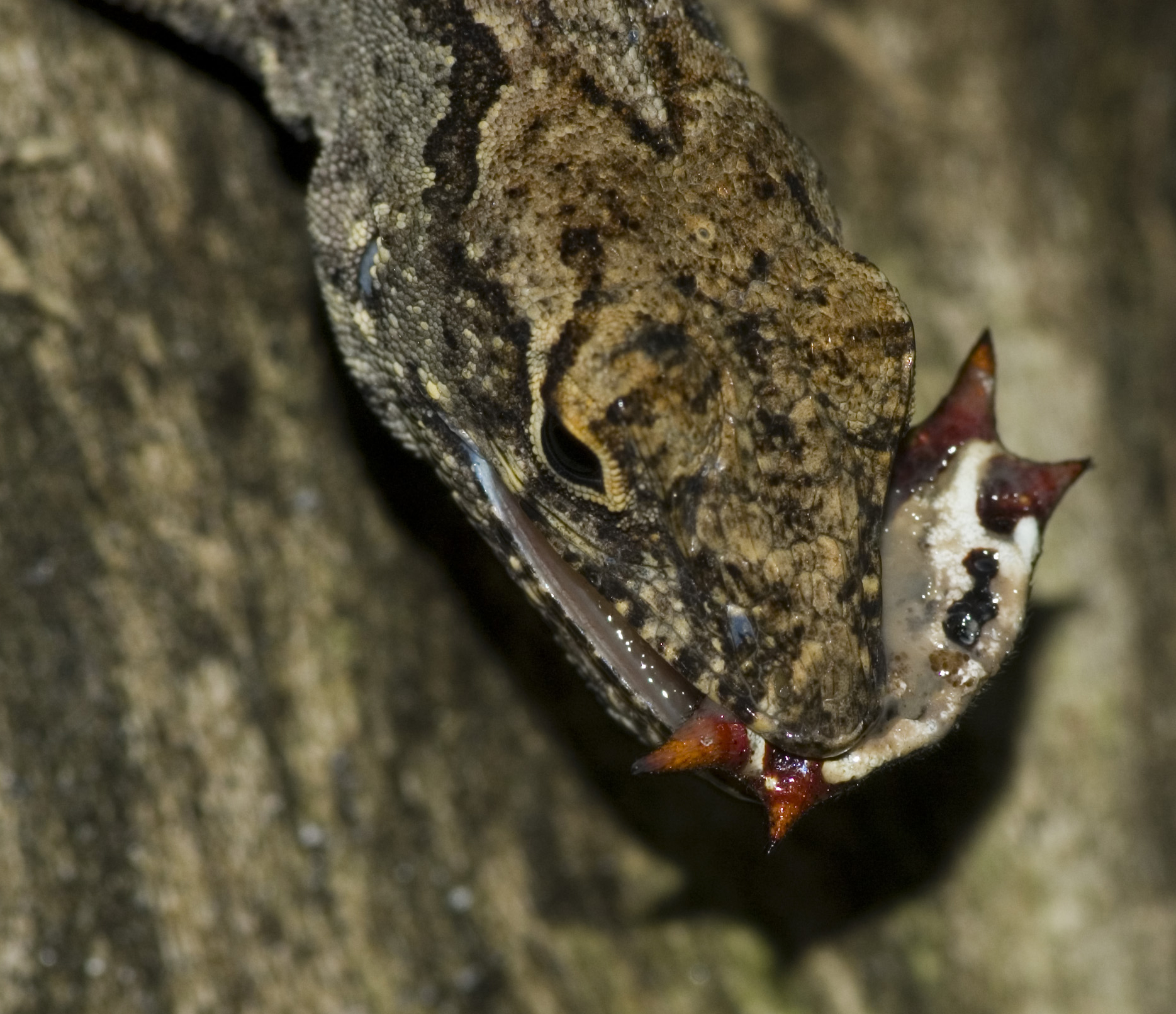